# Miltochrista curtisi
Miltochrista curtisi är en fjärilsart som beskrevs av Butler 1881. Miltochrista curtisi ingår i släktet Miltochrista och familjen björnspinnare. Inga underarter finns listade i Catalogue of Life.